# Faucaria
Faucaria é um género botânico pertencente à família Aizoaceae.